# Eustala minuscula
Eustala minuscula är en spindelart som först beskrevs av Eugen von Keyserling 1892.  Eustala minuscula ingår i släktet Eustala och familjen hjulspindlar. Inga underarter finns listade i Catalogue of Life.